# Bauhinia morondavensis
Bauhinia morondavensis är en ärtväxtart som beskrevs av Du Puy och Raymond Rabevohitra. Bauhinia morondavensis ingår i släktet Bauhinia och familjen ärtväxter. Inga underarter finns listade i Catalogue of Life.